# Juliane Ribke
Juliane Ribke (* 10. März 1951 in Hamburg; † 11. August 2006 ebenda) war eine deutsche Musikpädagogin, Wissenschaftlerin und Professorin. Sie gilt als Mitbegründerin des Begriffs der Elementaren Musikpädagogik und ebendieses Studiengangs in Deutschland.

## Leben und Wirken
Ribke studierte an der Universität Hamburg Systematische Musikwissenschaft (Musikpsychologie) und promovierte dort mit der Dissertation über „Musikalität als Variable von Intelligenz, Denken und Erleben“.
Nachdem sie eine Ausbildung als Lehrkraft für die Musikalische Grundausbildung absolviert hatte, nahm sie Lehraufträge der Universität Hamburg und des Hamburger Konservatoriums an.
1984 wurde sie zur Professorin für Musikpädagogik und Musikalische Früherziehung an die Hochschule für Künste Bremen berufen. Anschließend leitete sie ab 1990 das Studienfach Elementare Musikpädagogik an der Hochschule für Musik und Theater Hamburg und unterrichtete dort außerdem die Fächer Entwicklungspsychologie und Pädagogische Psychologie im Studiengang Diplommusiklehrer.
Juliane Ribke veröffentlichte in Zusammenarbeit mit Michael Dartsch bei der ConBrio Verlagsgesellschaft die Bücher „Gestaltungsprozesse erfahren – lernen – lehren“ und „Facetten elementarer Musikpädagogik“. Außerdem schrieb sie das Buch „Elementare Musikpädagogik“ und weitere musikpädagogische Publikationen. Ab 1997 war sie Mitarbeitende der Fachzeitschrift „Üben & Musizieren“ (Schott-Verlag).

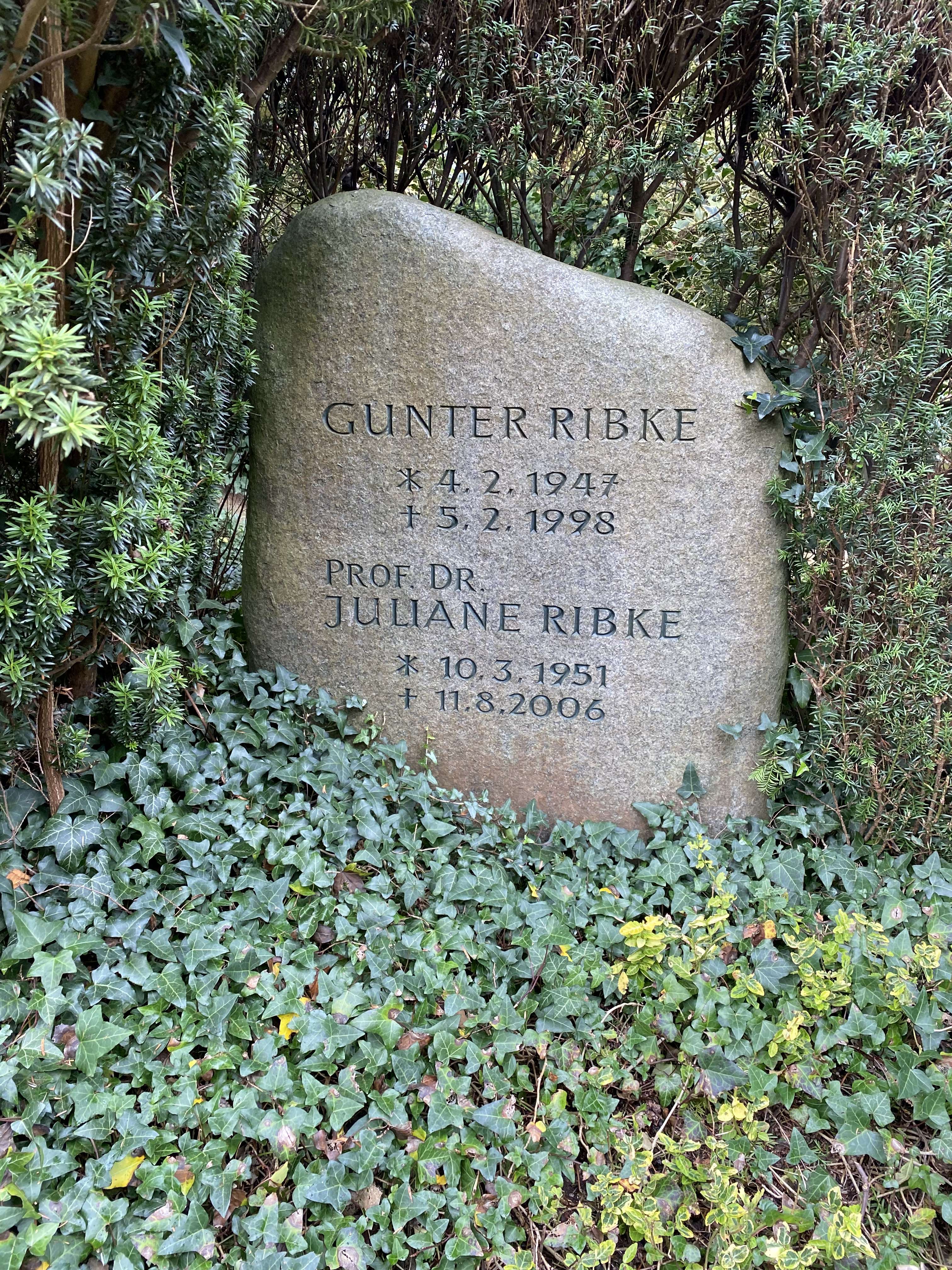
Grabstätte auf dem Nienstedtener Friedhof

Seit der Gründung 1994 bis 2004 war Juliane Ribke Sprecherin des Arbeitskreises Elementare Musikpädagogik an Ausbildungsinstituten in Deutschland (AEMP). Zudem war sie mehrfach Referentin bei Fachtagungen und internationalen Symposien.
Juliane Ribke hat mit ihrer Arbeit als Musikpädagogin und Wissenschaftlerin den Begriff der Elementaren Musikpädagogik in Deutschland mitbegründet und geprägt. Die ehemalige Kollegin Krista Warnke ist der Meinung, dass Juliane Ribke sehr von dem Schweizer Entwicklungspsychologen Jean Piaget angetan war, der für ihre Arbeit, der Forschung im Bereich der (früh-)kindlichen musikalischen Entwicklung, ein Vorbild darstellte.
Juliane Ribkes Ehemann, Gunter Ribke (1947–1998), war ein Cellist und Pädagoge. Er starb noch vor seiner Frau an Krebs. Da die Ehe kinderlos blieb, verfügten die beiden in einem gemeinsamen Testament (1995) über die Gründung der „Gunter und Juliane Ribke Stiftung“, um nachfolgende Musikpädagogen sowie Instrumentalpädagogen zu fördern.
Im Alter von 55 Jahren starb Juliane Ribke an Krebs. Bis zu diesem Zeitpunkt war sie Professorin an der Hamburger Hochschule für Musik und Theater. Sie ruht neben ihrem Mann auf dem Nienstedtener Friedhof.

## Veröffentlichungen
- Musikalität als Variable von Intelligenz, Denken und Erleben. Verlag der Musikalienhandlung Wagner, Hamburg 1979, ISBN 978-3-921029-63-3.
- Elementare Musikpädagogik. ConBrio Verlagsgesellschaft, Regensburg 1994, ISBN 978-3-930079-51-3.
- Facetten elementarer Musikpädagogik (Hrsg., zusammen mit Michael Dartsch). ConBrio Verlagsgesellschaft, Regensburg 2002, ISBN 978-3-932581-48-9.
- Gestaltungsprozesse erfahren – lernen – lehren (Hrsg., zusammen mit Michael Dartsch). ConBrio Verlagsgesellschaft, Regensburg 2004, ISBN 3-932581-60-1.